# Liste der denkmalgeschützten Bauernhäuser in Radebeul

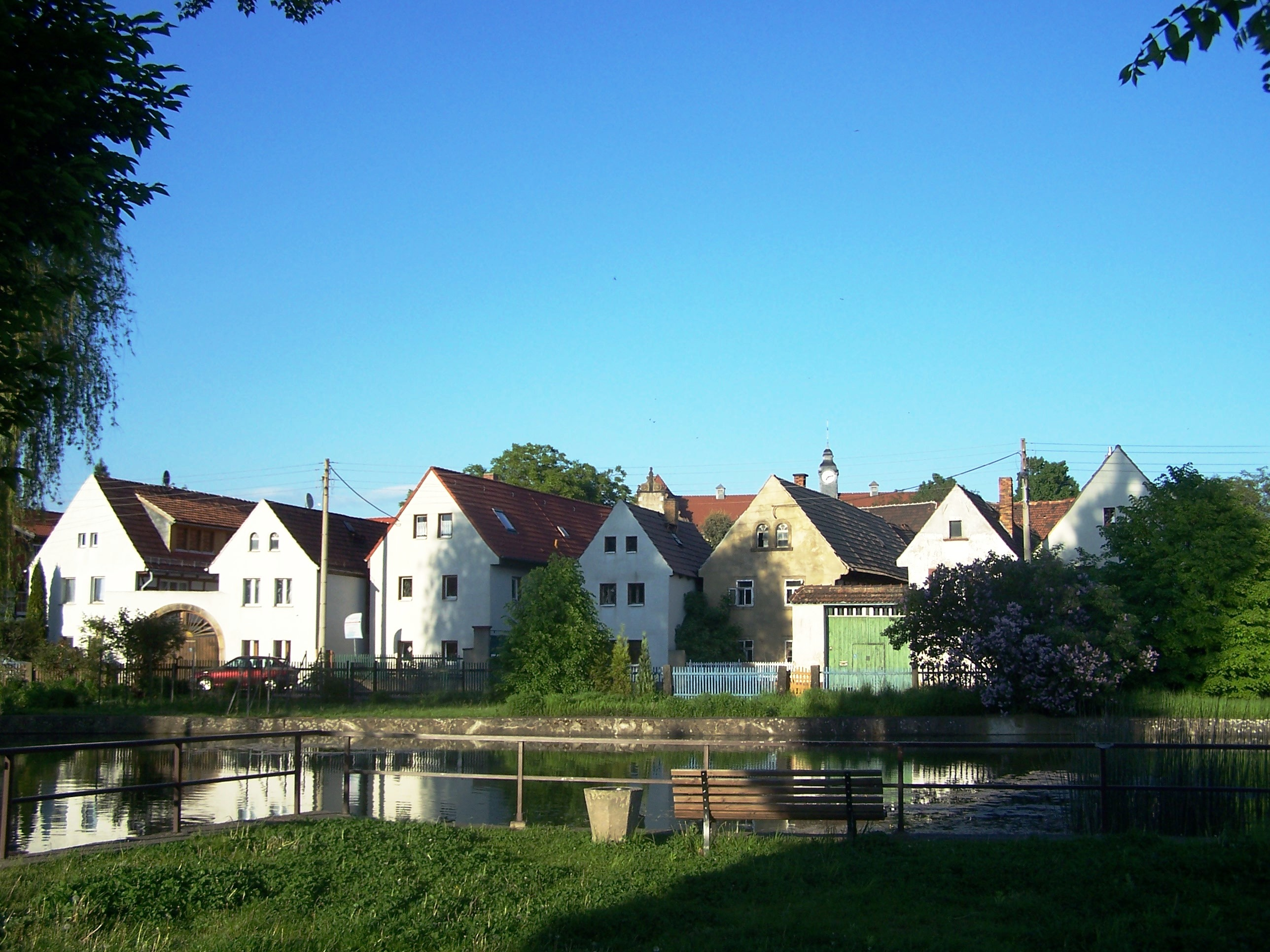
Altnaundorf – Blick über den Teich, im Hintergrund das Schulgebäude

Die Liste der denkmalgeschützten Bauernhäuser in Radebeul gibt eine Übersicht über die unter Denkmalschutz stehenden Gebäude in der sächsischen Stadt Radebeul, die heutige und ehemalige Bauernhöfe, Bauernhäuser, Wohnstallhäuser, Wohnhäuser oder Stallungen sind, die von Hufnern, Gärtnern oder Häuslern bewohnt wurden.
Viele dieser Gebäude liegen an den acht Dorfkernen der ehemaligen Lößnitz-Landgemeinden, allen voran der Anger Altkötzschenbroda der ehemaligen Gemeinde Kötzschenbroda, deren Altgemeinde sich aus 90 Gutsbesitzern mit ihren Höfen zusammensetzte. Alt-Radebeul als zweiter Kristallisationskern im Osten der Stadt hatte mit seinen „12 Aposteln“ am Rundling Am Kreis eine vergleichsweise geringe Zahl an Hufnern. Dafür befindet sich dort, außerhalb des eigentlichen Dorfkerns, mit dem Dreiseithof Kaditzer Straße 9 nicht nur ein sehr stattliches Gehöft, sondern auch die „Wiege“ der Lößnitz-Baumeister Ziller (Christian Gottlieb Ziller, Vater der Gebrüder Moritz und Gustav Ziller), die in der zweiten Hälfte des 19. Jahrhunderts das Aussehen Radebeuls entscheidend beeinflussen sollten. In der Ursprungsgemeinde Naundorf bestand die Altgemeinde der Neununddreißig (Altnaundorf), Zitzschewig bestand aus 31 Anwesen, die sich nicht nur um den Anger Altzitzschewig gruppierten, sondern sich auch an der nahegelegenen Postchaussee (Meißner Straße) zwischen Dresden und Leipzig befanden. Wahnsdorf mit seinem Anger Altwahnsdorf bestand aus 23 Bauerngütern, in Serkowitz gab es die Altgemeinde der Fünfzehner und in Lindenau, dem ärmsten Dorf, gab es zwar 22 Höfe, jedoch insgesamt die kleinste bäuerliche Grundfläche von ursprünglich nur fünfeinhalb Hufen. Bei der Zahl der Altgemeindemitglieder zählten die gleichberechtigten Besitzer der Brauschenkgüter mit, die auch häufig das Richteramt versahen; im Fall von Kötzschenbroda zählte auch das Kirchgut mit dem Pfarrer als Gutsbesitzer zur Altgemeinde, der darüber hinaus auch noch Besitz im Tännicht und auf der Weinbergsflur hatte.
Mit dem Wachstum der Lößnitzgemeinden nahm ab dem 17. Jahrhundert auch die Zahl der Kleinbauern (Gärtner) und Kleinstbauern (Häusler) zu, deren Wohnstätten auch in dieser Liste zu finden sind.
Die Konzentration der Datumsangaben auf bestimmte, eng begrenzte Jahreszeiträume, zeigt den Wiederaufbau der Hofstellen nach den immer wieder um sich greifenden, verheerenden Feuersbrünsten, die teilweise fast das ganze Dorf vernichteten. Im Jahr 1774 zerstörte in Kötzschenbroda ein Brand 30 Gebäude, das Großfeuer von 1805 ließ 58 Wohnhäuser und 32 Scheunen in Schutt und Asche aufgehen. In Zitzschewig vernichtete der Brand von 1790 den größten Teil des alten Dorfkerns. Der größte Dorfbrand der Naundorfer Geschichte von 1822, auf den die Sage vom Feuerreiter zurückgeht, verbrannte 35 Gehöfte; 1877 steckte dort ein Feuerteufel zahlreiche Scheuen in Brand. Bauliche Zeitzeugen aus der Zeit vorher sind daher selten, meist überstanden nur die Gewölbekeller, in denen sich auch heute noch alte Datierungen finden. Die Gebäude wurden jeweils nach den Bränden komplett wieder neu aufgebaut, womit sich wenige Umbauten aus der Zeit vorher finden lassen.
In der Zeit der DDR standen die Anger Altnaundorf und Altzitzschewig sowie der Rundling Am Kreis, der Dorfkern von Alt-Radebeul, als Denkmale der Kulturgeschichte in Radebeul auf der örtlichen Kreisdenkmalliste.

## Legende
Die in der Tabelle verwendeten Spalten listen die im Folgenden erläuterten Informationen auf:
- Name, Bezeichnung: Bezeichnung des einzelnen Objekts.
- Adresse, Koordinaten: Heutige Straßenadresse, Lagekoordinaten.

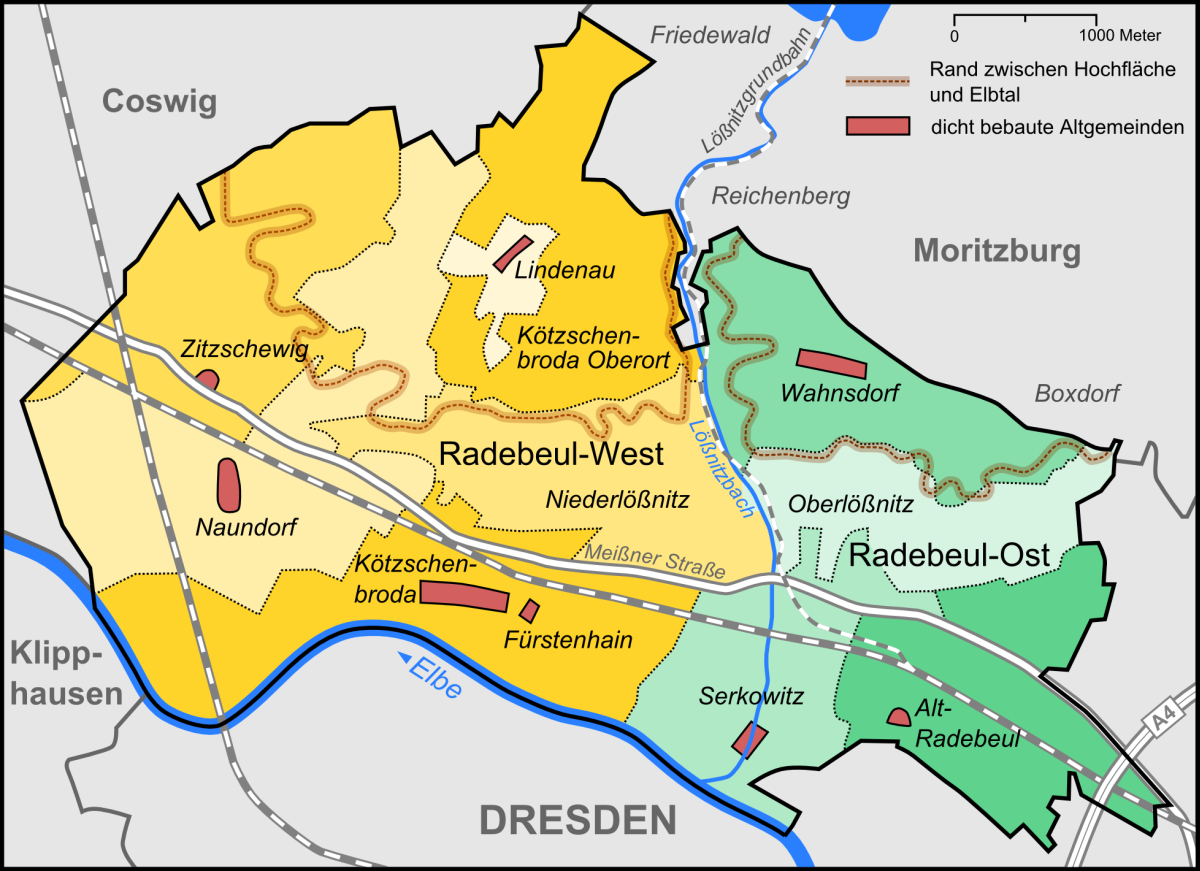
Übersicht über die Lage der Radebeuler Stadtteile

- Stadtteil: Heutiger Radebeuler Stadtteil, so wie in der hiesigen Karte dargestellt.
- FUE: Fürstenhain
- KOE: Kötzschenbroda
- KOO: Kötzschenbroda-Oberort
- LIN: Lindenau
- NAU: Naundorf
- NDL: Niederlößnitz
- OBL: Oberlößnitz
- RAD: Alt-Radebeul
- SER: Serkowitz
- WAH: Wahnsdorf
- ZIT: Zitzschewig
- Datum: Besondere Baujahre, so weit bekannt oder ableitbar, teilweise auch Datum der Ersterwähnung der Liegenschaft.
- Baumeister, Architekten: Baumeister, Architekten und weitere Kunstschaffende.
- Denkmalumfang, Bemerkung: Nähere Erläuterung über den Denkmalstatus, Umfang der Liegenschaft und ihre Besonderheiten.[2]
- Bild: Foto des Hauptobjekts.

## Liste der Bauernhäuser
| Name, Bezeichnung                                                      | Adresse, Koordinaten                | Stadtteil | Datum                                                  | Baumeister, Architekten                                          | Denkmalumfang, Bemerkung | Bild                                                                  |
| ---------------------------------------------------------------------- | ----------------------------------- | --------- | ------------------------------------------------------ | ---------------------------------------------------------------- | --- | --------------------------------------------------------------------- |
| Auszugshaus Altkötzschenbroda 10                                       | Altkötzschenbroda 10 (Lage)         | KOE       | um 1850, 1939                                          | Max Czopka (Anbau)                                               | Auszugshaus eines Dreiseithofs | Auszugshaus Altkötzschenbroda 10                                      |
| Dreiseithof Altkötzschenbroda 13                                       | Altkötzschenbroda 13 (Lage)         | KOE       | 1805, 1880, 1890                                       | Moritz Große (Scheune)                                           | Wohnstallhaus und Scheune eines ehemaligen Dreiseithofs | Dreiseithof Altkötzschenbroda 13                                      |
| Wohnstallhaus Altkötzschenbroda 17                                     | Altkötzschenbroda 17 (Lage)         | KOE       | 1805                                                   |                                                                  | Wohnstallhaus eines ehemaligen Dreiseithofs | Wohnstallhaus Altkötzschenbroda 17                                    |
| Dreiseithof Altkötzschenbroda 18                                       | Altkötzschenbroda 18 (Lage)         | KOE       | 1. H. 19. Jh.                                          |                                                                  | Wohnstallhaus und Auszugshaus eines ehemaligen Dreiseithofs | Dreiseithof Altkötzschenbroda 18                                      |
| Dreiseithof Altkötzschenbroda 20, Familienzentrum                      | Altkötzschenbroda 20 (Lage)         | KOE       | 1805, 1868–70                                          | Moritz Große (Umbauten)                                          | Wohnstallhaus und Auszugshaus eines ehemaligen Dreiseithofs | Dreiseithof Altkötzschenbroda 20                                      |
| Dreiseithof Altkötzschenbroda 21, Kulturschmiede                       | Altkötzschenbroda 21 (Lage)         | KOE       | 1. H. 19. Jh.                                          |                                                                  | Wohnstallhaus und Auszugshaus eines ehemaligen Dreiseithofs. In den Häusern befinden sich die Stadtgalerie Radebeul mit der städtischen Kunstsammlung sowie die Heimatstube Kötzschenbroda. | Dreiseithof Altkötzschenbroda 21                                      |
| Dreiseithof Altkötzschenbroda 22                                       | Altkötzschenbroda 22 (Lage)         | KOE       | 1. H. 19. Jh., 1868                                    | August Große (Umbau)                                             | Wohnstallhaus und Auszugshaus eines ehemaligen Dreiseithofs | Dreiseithof Altkötzschenbroda 22                                      |
| Dreiseithof Altkötzschenbroda 24/24a                                   | Altkötzschenbroda 24/24a (Lage)     | KOE       | 1. H. 19. Jh.                                          |                                                                  | Wohnstallhaus und Auszugshaus eines Dreiseithofs | Dreiseithof Altkötzschenbroda 24/24a                                  |
| Wohnstallhaus Altkötzschenbroda 25                                     | Altkötzschenbroda 25 (Lage)         | KOE       | 1. H. 19. Jh., 1869                                    | Moritz Große (Umbau)                                             | Wohnstallhaus eines Dreiseithofs | Wohnstallhaus Altkötzschenbroda 25                                    |
| Wohnstallhaus Altkötzschenbroda 33                                     | Altkötzschenbroda 33 (Lage)         | KOE       | 1. H. 19. Jh.                                          |                                                                  | Wohnstallhaus eines ehemaligen Dreiseithofs | Wohnstallhaus Altkötzschenbroda 33                                    |
| Wohnhaus Altkötzschenbroda 41                                          | Altkötzschenbroda 41 (Lage)         | KOE       | 1876/77, 1879                                          | Adolf Neumann, Moritz Große (Aufstockung Seitenflügel)           | Wohnhaus eines Gartennahrungsbesitzers mit Anbau, Wirtschaftsgebäude und Toranlage. Nach Einsturz 1876 neu errichtet                                                                        | Wohnhaus Altkötzschenbroda 41                                         |
| Wohnstallhaus Altkötzschenbroda 44                                     | Altkötzschenbroda 44 (Lage)         | KOE       | 1. H. 19. Jh.                                          |                                                                  | Wohnstallhaus eines Dreiseithofs. Geburtshaus von Wilhelm Eichler | Wohnstallhaus Altkötzschenbroda 44                                    |
| Dreiseithof Altkötzschenbroda 45                                       | Altkötzschenbroda 45 (Lage)         | KOE       | 1. H. 19. Jh., 1907                                    | Alfred Große (Umbau)                                             | Wohnstallhaus, Auszugshaus, Scheune und Torpfeiler eines Dreiseithofs | Dreiseithof Altkötzschenbroda 45                                      |
| Dreiseithof Altkötzschenbroda 46                                       | Altkötzschenbroda 46 (Lage)         | KOE       | 1739, 1854, 1889/90                                    | Traugott Große, F. A. Bernhard Große (Umbau)                     | Wohnstallhaus (1890), Auszugshaus (1854), Scheune und Torpfeiler eines Dreiseithofs. Kellerzugang datiert 1739                                                                              | Dreiseithof Altkötzschenbroda 46                                      |
| Wohnstallhaus Altkötzschenbroda 49                                     | Altkötzschenbroda 49 (Lage)         | KOE       | 1. H. 19. Jh.                                          |                                                                  | Wohnstallhaus | Wohnstallhaus Altkötzschenbroda 49                                    |
| Dreiseithof Altkötzschenbroda 53                                       | Altkötzschenbroda 53 (Lage)         | KOE       | 1879, 1881, 1908/09                                    | Moritz Große (Ersatz Auszugshaus), Alfred Große (Ersatz Scheune) | Wohnhaus und Auszugshaus eines Dreiseithofs | Dreiseithof Altkötzschenbroda 53                                      |
| Alte Schmiede                                                          | Altkötzschenbroda 54 (Lage)         | KOE       | Mitte 18. Jh., 1898/99                                 | F. A. Bernhard Große (Anbau)                                     | Ehemalige Schmiede | Alte Schmiede                                                         |
| Dreiseithof Altkötzschenbroda 55/55a/55b                               | Altkötzschenbroda 55/55a/55b (Lage) | KOE       | 1742, 1. H. 19. Jh., 1868                              | Moritz Große (Auszugshaus)                                       | Wohnstallhaus, Auszugshaus und Scheune eines Dreiseithofs. Scheunenkeller datiert 1742 | Dreiseithof Altkötzschenbroda 55/55a/55b                              |
| Wohnstallhaus Altkötzschenbroda 56                                     | Altkötzschenbroda 56 (Lage)         | KOE       | um 1800                                                |                                                                  | Wohnstallhaus mit Laubengang eines Bauernhofs | Wohnstallhaus Altkötzschenbroda 56                                    |
| Dreiseithof Altkötzschenbroda 57                                       | Altkötzschenbroda 57 (Lage)         | KOE       | 1. H. 19. Jh.                                          |                                                                  | Wohnstallhaus und Auszugshaus eines Dreiseithofs | Dreiseithof Altkötzschenbroda 57                                      |
| Wohnstallhaus Altkötzschenbroda 58                                     | Altkötzschenbroda 58 (Lage)         | KOE       | um 1850                                                |                                                                  | Wohnstallhaus eines ehemaligen Dreiseithofs | Wohnstallhaus Altkötzschenbroda 58                                    |
| Dreiseithof Altkötzschenbroda 59/59a/59b, Weinstube „Zur grünen Linde“ | Altkötzschenbroda 59, 59a-b (Lage)  | KOE       | 1724, 1864/65, 1871                                    | Moritz Große (Stall, „Restaurationssalon“)                       | Wohnhaus und Auszugshaus eines Dreiseithofs, Schlussstein datiert 1724. 1871 Anbau des „Restaurationssalons“                                                                                | Dreiseithof Altkötzschenbroda 59/59a/59b                              |
| Kleines Kuffenhaus                                                     | Altkötzschenbroda 68 (Lage)         | KOE       | 1. H. 19. Jh., um 1910, 1990                           |                                                                  | Wohnstallhaus und Auszugshaus eines ehemaligen Bauernhofs, ehemals Gasthaus. Pressgebäude und Schankraum 1990 abgebrochen                                                                   | Kleines Kuffenhaus                                                    |
| Hirtenhaus                                                             | Altkötzschenbroda 70 (Lage)         | KOE       | vermutlich Ende 17. Jh., evtl. 1. H. 19. Jh.?, 1998/99 |                                                                  | Hirten- und Armenhaus, vermutlich Ende des 17. Jh. erbaut, 1998/99 saniert. Radebeuler Bauherrenpreis 2000 und 1999                                                                         | Ehemaliges Hirtenhaus                                                 |
| Bauernhof Altlindenau 18                                               | Altlindenau 18 (Lage)               | LIN       | 1847                                                   |                                                                  | Wohnstallhaus mit Anbau | Bauernhof Altlindenau 18                                              |
| Bauernhof Altlindenau 20                                               | Altlindenau 20 (Lage)               | LIN       | Anfang 19. Jh.                                         |                                                                  | Wohnstallhaus, Scheune und Einfriedung eines Bauernhofs | Bauernhof Altlindenau 20                                              |
| Bauernhof Altlindenau 24                                               | Altlindenau 24 (Lage)               | LIN       | Anfang 19. Jh.                                         |                                                                  | Wohnstallhaus, Scheune und Einfriedung | Bauernhof Altlindenau 24                                              |
| Bauernhof Altlindenau 26                                               | Altlindenau 26 (Lage)               | LIN       | 1892/93                                                |                                                                  | Wohnstallhaus und Scheune eines kleinen Bauernhofs | Bauernhof Altlindenau 26                                              |
| Dreiseithof Altlindenau 28                                             | Altlindenau 28 (Lage)               | LIN       | 1881, 1898, 1912                                       |                                                                  | Wohnstallhaus und Scheune eines Dreiseithofs | Bauernhof Altlindenau 28                                              |
| Bauernhof Altlindenau 33                                               | Altlindenau 33 (Lage)               | LIN       | um 1850, 1876                                          |                                                                  | Wohnhaus, Scheune und Einfriedung eines kleinen Bauernhofs | Bauernhof Altlindenau 33                                              |
| Wohnstallhaus Altnaundorf 2                                            | Altnaundorf 2 (Lage)                | NAU       | um 1822                                                |                                                                  | Wohnstallhaus eines ehemaligen Zweiseithofs | Wohnstallhaus Altnaundorf 2                                           |
| Wohnstallhaus Altnaundorf 4                                            | Altnaundorf 4 (Lage)                | NAU       | 1822                                                   |                                                                  | Wohnstallhaus eines ehemaligen Zweiseithofs | Wohnstallhaus Altnaundorf 4                                           |
| Vierseithof Altnaundorf 5                                              | Altnaundorf 5 (Lage)                | NAU       | um 1822, 1866, 1935/36                                 | Moritz Große (Stall), Max Czopka (Umbau)                         | Wohnstallhaus, Auszugshaus, Stall bzw. Remisengebäude, Scheune und Torpfeiler eines Vierseithofs                                                                                            | Vierseithof Altnaundorf 5                                             |
| Zweiseithof Altnaundorf 6                                              | Altnaundorf 6 (Lage)                | NAU       | um 1822, 1890 (Scheune)                                | Moritz Große (Wiederaufbau Scheune)                              | Wohnstallhaus und Scheune eines Zweiseithofs | (mittig)                                                              |
| Dreiseithof Altnaundorf 7/7a                                           | Altnaundorf 7, 7a (Lage)            | NAU       | um 1822, um 1890 (Scheune)                             |                                                                  | Wohnstallhaus und Auszugshaus eines Dreiseithofs | Dreiseithof Altnaundorf 7/7a                                          |
| Zweiseithof Altnaundorf 8                                              | Altnaundorf 8 (Lage)                | NAU       | um 1822, 1890 (Scheune)                                | Moritz Große (Wiederaufbau Scheune)                              | Wohnstallhaus, Scheune und Torpfeiler eines Zweiseithofs | (rechts und hinten)                                                   |
| Zweiseithof Altnaundorf 9                                              | Altnaundorf 9 (Lage)                | NAU       | um 1822, um 1890 (Scheune)                             |                                                                  | Wohnstallhaus, Scheune und Toranlage eines ehemaligen Zweiseithofs | (links und mittig)                                                    |
| Dreiseithof Altnaundorf 10                                             | Altnaundorf 10 (Lage)               | NAU       | 1822                                                   |                                                                  | Wohnstallhaus und Auszugshaus eines ehemaligen Dreiseithofs | Dreiseithof Altnaundorf 10                                            |
| Dreiseithof Altnaundorf 11, 11a, Schmiede Altnaundorf                  | Altnaundorf 11, 11a (Lage)          | NAU       | 1823, 1891, 1901 (Scheune)                             | Alfred Große (Wiederaufbau Scheune)                              | Wohnstallhaus, Auszugshaus, Scheune und Torpfeiler eines Dreiseithofs, ehemals Schmiede (ab 1891)                                                                                           | (mittig und rechts)                                                   |
| Auszugshaus Altnaundorf 12                                             | Altnaundorf 12 (Lage)               | NAU       | 1822                                                   |                                                                  | Auszugshaus und Torpfeiler eines ehemaligen Bauernhofs | (mittig)                                                              |
| Wohnstallhaus Altnaundorf 13                                           | Altnaundorf 13 (Lage)               | NAU       | 1822, 1999                                             |                                                                  | Wohnstallhaus und Keller unter der ehemaligen Scheune | Wohnstallhaus Altnaundorf 13                                          |
| Zweiseithof Altnaundorf 14                                             | Altnaundorf 14 (Lage)               | NAU       | um 1822                                                |                                                                  | Wohnstallhaus und Scheune eines ehemaligen Zweiseithofs | Zweiseithof Altnaundorf 14                                            |
| Bauernhof Altnaundorf 19                                               | Altnaundorf 19 (Lage)               | NAU       | 1801, 1904                                             | F. A. Bernhard Große (Neubau Scheune)                            | Wohnstallhaus, Auszugshaus, Scheune und Torpfeiler eines Bauernhofs. Die Gehöfte Altnaundorf 19–23 überstanden den großen Dorfbrand von 1822.                                               | Bauernhof Altnaundorf 19                                              |
| Dreiseithof Altnaundorf 21                                             | Altnaundorf 21 (Lage)               | NAU       | um 1822                                                |                                                                  | Wohnstallhaus, Auszugshaus und Torpfeiler eines Dreiseithofs, mit Schankbude. Die Gehöfte Altnaundorf 19–23 überstanden den großen Dorfbrand von 1822.                                      | Dreiseithof Altnaundorf 21                                            |
| Zweiseithof Altnaundorf 22                                             | Altnaundorf 22 (Lage)               | NAU       | 1843, 1877 (Scheune)                                   | Moritz Große (Scheune)                                           | Wohnstallhaus, Scheune und Torpfeiler eines Zweiseithofs. Die Gehöfte Altnaundorf 19–23 überstanden den großen Dorfbrand von 1822.                                                          | Zweiseithof Altnaundorf 22                                            |
| Zweiseithof Altnaundorf 23                                             | Altnaundorf 23 (Lage)               | NAU       | 1869, 1877 (Scheune)                                   | Moritz Große (Scheune)                                           | Wohnstallhaus, Scheune und Torpfeiler eines Zweiseithofs. Die Gehöfte Altnaundorf 19–23 überstanden den großen Dorfbrand von 1822.                                                          | (rechts im Anschnitt)                                                 |
| Dreiseithof Altnaundorf 24                                             | Altnaundorf 24 (Lage)               | NAU       | 1822, 1877 (Scheune), 1938                             |                                                                  | Wohnstallhaus und Nebengebäude eines Dreiseithofs | Dreiseithof Altnaundorf 24                                            |
| Dreiseithof Altnaundorf 25, 25a, 25b                                   | Altnaundorf 25, 25a, 25b (Lage)     | NAU       | 1822, 1850, 1877 (Scheune)                             |                                                                  | Wohnstallhaus, Auszugshaus und Scheune eines Dreiseithofs Wohnstallhaus mit Fachwerk im OG                                                                                                  | Dreiseithof Altnaundorf 25/25a/25b                                    |
| Zweiseithof Altnaundorf 26                                             | Altnaundorf 26 (Lage)               | NAU       | 1822, 1877                                             | Moritz Große                                                     | Wohnstallhaus mit eingebauter Wohnung, Scheune und Torpfeiler eines Zweiseithofs | Zweiseithof Altnaundorf 26                                            |
| Zweiseithof Altnaundorf 27                                             | Altnaundorf 27 (Lage)               | NAU       | 1. H. 19. Jh., 1877                                    | Moritz Große (Scheune)                                           | Wohnstallhaus, Scheune und Torpfeiler eines Zweiseithofs | Zweiseithof Altnaundorf 27                                            |
| Zweiseithof Altnaundorf 28                                             | Altnaundorf 28 (Lage)               | NAU       | um 1822, 1877 (Scheune), 1920                          |                                                                  | Wohnstallhaus und Scheune eines Zweiseithofs | (rechts und hinten)                                                   |
| Dreiseithof Altnaundorf 29                                             | Altnaundorf 29 (Lage)               | NAU       | 1597 (Tor), um 1822, 1877 (Scheune)                    |                                                                  | Wohnstallhaus, Auszugshaus, Scheune und Torbogen eines Dreiseithofs, Torbogen bezeichnet 1597                                                                                               | Dreiseithof Altnaundorf 29                                            |
| Dreiseithof Altnaundorf 30                                             | Altnaundorf 30 (Lage)               | NAU       | 1822, 1850, 1877 (Scheune)                             |                                                                  | Wohnstallhaus, Auszugshaus, Scheune und Torpfeiler eines Dreiseithofs | Dreiseithof Altnaundorf 30                                            |
| Dreiseithof Altnaundorf 31                                             | Altnaundorf 31 (Lage)               | NAU       | um 1822                                                |                                                                  | Wohnstallhaus, Auszugshaus, Scheune und überdachte Torpfeiler eines Dreiseithofs | Dreiseithof Altnaundorf 31                                            |
| Dreiseithof Altnaundorf 32                                             | Altnaundorf 32 (Lage)               | NAU       | um 1800, nach 1822, 1877 (Scheune)                     |                                                                  | Wohnstallhaus, Auszugshaus, Scheune und Torbogen eines Dreiseithofs | Dreiseithof Altnaundorf 32                                            |
| Dreiseithof Altnaundorf 33                                             | Altnaundorf 33 (Lage)               | NAU       | um 1850, 1902/03                                       |                                                                  | Wohnhaus und Scheune eines Dreiseithofs | Dreiseithof Altnaundorf 33                                            |
| Dreiseithof Altnaundorf 34                                             | Altnaundorf 34 (Lage)               | NAU       | um 1822, 1902                                          | Gebrüder Große (Wiederaufbau Scheune)                            | Wohnstallhaus, Auszugshaus und Scheune eines Dreiseithofs | Dreiseithof Altnaundorf 34                                            |
| Dreiseithof Altnaundorf 35                                             | Altnaundorf 35 (Lage)               | NAU       | um 1850, 1902/03                                       | Gebrüder Große (Wiederaufbau Haus, Scheune)                      | Wohnhaus, Scheune und Torpfeiler eines Bauernhofs | Dreiseithof Altnaundorf 35                                            |
| Dreiseithof Altnaundorf 37                                             | Altnaundorf 37 (Lage)               | NAU       | nach 1822, 1850, 1919/20                               |                                                                  | Wohnstallhaus, Auszugshaus und Scheune eines Dreiseithofs | Dreiseithof Altnaundorf 37                                            |
| Dreiseithof Altserkowitz 1                                             | Altserkowitz 1 (Lage)               | SER       | 1714, 1845, 1856, 1861, 1990                           |                                                                  | Nördliches Auszugshaus, Kumthalle, Scheune und Toranlage eines Dreiseithofs | Dreiseithof Altserkowitz 1                                            |
| Dreiseithof Altserkowitz 3                                             | Altserkowitz 3 (Lage)               | SER       | 1804, 1826, 1861, 1899                                 |                                                                  | Wohnhaus, Auszugshaus und Toranlage eines ehemaligen Dreiseithofs, Inschriftentafel am Giebel                                                                                               | Dreiseithof Altserkowitz 3                                            |
| Dreiseithof Altserkowitz 4                                             | Altserkowitz 4 (Lage)               | SER       | um 1860, 1884/85                                       | F. W. Eisold                                                     | Wohnhaus eines Bauernhofes | Dreiseithof Altserkowitz 4                                            |
| Schäferhof                                                             | Altserkowitz 14 (Lage)              | SER       | Anfang 19. Jh.                                         |                                                                  | Wohnhaus und Nebengebäude eines kleinen Hofs, Grundstück vor der ehemaligen Talmühle | Schäferhof Altserkowitz 14                                            |
| Bauernhof Altserkowitz 15                                              | Altserkowitz 15 (Lage)              | SER       | um 1800, 1887                                          | F. A. Bernhard Große (Anbau)                                     | Wohnhaus und Scheune eines Bauernhofs | Bauernhof Altserkowitz 15                                             |
| Kirchner-Hof                                                           | Altserkowitz 19 (Lage)              | SER       | um 1780                                                |                                                                  | Abgewinkeltes Auszugshaus mit Ställen und Oberlaube, Teil eines ehemaligen Dreiseithofs, Fachwerk im OG                                                                                     | Kirchner-Hof                                                          |
| Zweiseithof Altserkowitz 20                                            | Altserkowitz 20 (Lage)              | SER       | 1815, 1933                                             |                                                                  | Wohnstallhaus, Scheune und Toranlage eines Bauernhofs | Zweiseithof Altserkowitz 20                                           |
| Häuslerei Altwahnsdorf 42                                              | Altwahnsdorf 42 (Lage)              | WAH       | 1. H. 19. Jh.                                          |                                                                  | Häuslerei | Häuslerei Altwahnsdorf 42                                             |
| Vierseithof Altwahnsdorf 44                                            | Altwahnsdorf 44 (Lage)              | WAH       | Anfang 19. Jh., 1899, 1913                             | Alwin Höhne (Wiederaufbau Scheune)                               | Wohnhaus, Auszugshaus mit Kumthalle, Scheune und Toranlage eines Dreiseithofs | Dreiseithof Altwahnsdorf 44                                           |
| Toranlage Altwahnsdorf 63                                              | Altwahnsdorf 63 (Lage)              | WAH       | 1769                                                   |                                                                  | Toranlage eines Bauernhofs | Toranlage Altwahnsdorf 63                                             |
| Wohnstallhaus Altwahnsdorf 66                                          | Altwahnsdorf 66 (Lage)              | WAH       | um 1800                                                |                                                                  | Bauernhaus mit Nebengebäude | Wohnstallhaus Altwahnsdorf 66                                         |
| Bauernhof Altwahnsdorf 86                                              | Altwahnsdorf 86 (Lage)              | WAH       | 18. Jh.                                                |                                                                  | Bauernhaus mit Toranlage | Bauernhof Altwahnsdorf 86                                             |
| Bauernhaus Altzitzschewig 2                                            | Altzitzschewig 2 (Lage)             | ZIT       | um 1800                                                |                                                                  | Wohnhaus eines Bauernhofs | Bauernhaus Altzitzschewig 2                                           |
| Torbogen Altzitzschewig 3                                              | Altzitzschewig 3 (Lage)             | ZIT       | 1824                                                   |                                                                  | Torbogen eines Dreiseithofs | Torbogen Altzitzschewig 3, datiert 1824                               |
| Wohnstallhaus Altzitzschewig 4                                         | Altzitzschewig 4 (Lage)             | ZIT       | um 1800                                                |                                                                  | Wohnstallhaus, Scheune und Einfriedungsmauer eines Bauernhofs | Wohnstallhaus Altzitzschewig 4                                        |
| Dreiseithof Altzitzschewig 5                                           | Altzitzschewig 5 (Lage)             | ZIT       | um 1830                                                |                                                                  | Wohnhaus, Auszugshaus, Scheune, Torbogen und Einfriedungsmauer eines Dreiseithofs | Dreiseithof Altzitzschewig 5                                          |
| Zweiseithof Altzitzschewig 7                                           | Altzitzschewig 7 (Lage)             | ZIT       | Anfang 19. Jh., 1890                                   | F. A. Bernhard Große (Wiederaufbau Scheune)                      | Wohnstallhaus und Scheune eines Bauernhofs. Radebeuler Bauherrenpreis 2001 (Anerkennung) | Zweiseithof Altzitzschewig 7                                          |
| Dreiseithof Altzitzschewig 8                                           | Altzitzschewig 8 (Lage)             | ZIT       | 1836, 1890, 1919                                       | Moritz Große (Wiederaufbau Scheune), Alfred Große (Umbau)        | Wohnstallhaus, Auszugshaus, Scheune, Toranlage und Einfriedung eines Dreiseithofs. Radebeuler Bauherrenpreis 2001 (Anerkennung)                                                             | (mittlere zwei)                                                       |
| Dreiseithof Altzitzschewig 10                                          | Altzitzschewig 10 (Lage)            | ZIT       | um 1800, 1890, 1921/22                                 | Willy Meltzer                                                    | Wohnstallhaus, Auszugshaus, Scheune, Toranlage und Einfriedungsmauer eines Dreiseithofs | Dreiseithof Altzitzschewig 10                                         |
| Gehöft Altzitzschewig 11                                               | Altzitzschewig 11 (Lage)            | ZIT       | um 1790, 1880                                          |                                                                  | Wohnhaus und kleine Scheune eines Bauernhofs | Dreiseithof Altzitzschewig 11                                         |
| Dreiseithof Altzitzschewig 15                                          | Altzitzschewig 15 (Lage)            | ZIT       | um 1800                                                |                                                                  | Wohnstallhaus, Auszugshaus, Scheune und Toranlage eines Dreiseithofs | Dreiseithof Altzitzschewig 15                                         |
| Bauernhof Altzitzschewig 16                                            | Altzitzschewig 16 (Lage)            | ZIT       | 1790                                                   |                                                                  | Wohnhaus, Auszugshaus, Schuppen, Keller und Tor eines Bauernhofs | Dreiseithof Altzitzschewig 16                                         |
| Bauernhof Altzitzschewig 17                                            | Altzitzschewig 17 (Lage)            | ZIT       | 1767, um 1800                                          |                                                                  | Wohnstallhaus, Auszugshaus, Scheune und Toranlage eines Bauernhofs | Dreiseithof Altzitzschewig 17                                         |
| Dreiseithof Altzitzschewig 18                                          | Altzitzschewig 18 (Lage)            | ZIT       | 1790, 1881, 1929, 2001                                 |                                                                  | Wohnstallhaus, Scheune und Keller eines Dreiseithofs | Dreiseithof Altzitzschewig 18                                         |
| Wohnstallhaus Am Kreis 2                                               | Am Kreis 2 (Lage)                   | RAD       | 1. H. 19. Jh., 1897                                    |                                                                  | Bauernhaus | Wohnstallhaus Am Kreis 2                                              |
| Gehöft Am Kreis 14                                                     | Am Kreis 14 (Lage)                  | RAD       | 1863, 1895/96                                          | Gebrüder Ziller (Stall und Scheune, Stall)                       | Gehöft mit Nebengebäuden, Kumthalle | Gehöft Am Kreis 14                                                    |
| Zweiseithof An der Unterführung 5                                      | An der Unterführung 5 (Lage)        | NAU       | um 1800, 1868                                          | Moritz Große (Scheune)                                           | Wohnstallhaus und Scheune eines kleinen Hofs. Radebeuler Bauherrenpreis 2001 | Zweiseithof An der Unterführung 5                                     |
| Gehöft Bahnsteg 1                                                      | Bahnsteg 1 (Lage)                   | SER       | 1822, 1932, 1947                                       | Max Czopka (Anbau)                                               | Wohnhaus, Stall und Scheune eines ehemaligen Bauernhofs | Gehöft Bahnsteg 1                                                     |
| Dreiseithof Brunnenplatz 1                                             | Brunnenplatz 1 (Lage)               | RAD       | 1. H. 19. Jh.                                          |                                                                  | Wohnstallhaus und Auszugshaus eines Dreiseithofs | Dreiseithof Brunnenplatz 1                                            |
| Bauernhaus Brunnenplatz 4                                              | Brunnenplatz 4 (Lage)               | RAD       | um 1800                                                |                                                                  | Wohnhaus | Bauernhaus Brunnenplatz 4                                             |
| Wohnstallhaus Brunnenplatz 5                                           | Brunnenplatz 5 (Lage)               | RAD       | 1807                                                   |                                                                  | Wohnstallhaus | Wohnstallhaus Brunnenplatz 5                                          |
| Zweiseithof Coswiger Straße 1                                          | Coswiger Straße 1 (Lage)            | NAU       | um 1825                                                |                                                                  | Wohnstallhaus eines Bauernhofs | Zweiseithof Coswiger Straße 1                                         |
| Bauerngehöft Coswiger Straße 7                                         | Coswiger Straße 7 (Lage)            | NAU       | um 1860                                                |                                                                  | Haupthaus und Nebengebäude | Bauerngehöft Coswiger Straße 7                                        |
| Wohnstallhaus Coswiger Straße 23, „Charlotte K.“                       | Coswiger Straße 23 (Lage)           | ZIT       | 18. Jh.                                                |                                                                  | Wohnstallhaus, heute Restaurant und Pension. Radebeuler Bauherrenpreis 2008 | Wohnstallhaus Coswiger Straße 23                                      |
| Wohnhaus Fürstenhainer Straße 4                                        | Fürstenhainer Straße 4 (Lage)       | FUE       | 1805, 1998                                             |                                                                  | Wohnhaus eines Häusleranwesens | Wohnhaus Fürstenhainer Straße 4                                       |
| Häuslerei Fürstenhainer Straße 8                                       | Fürstenhainer Straße 8 (Lage)       | FUE       | um 1800                                                |                                                                  | Denkmalschutz nach 2008 aufgehoben. Wohnhaus und Anbau eines Häusleranwesens | Häuslerei Fürstenhainer Straße 8                                      |
| Häuslerei Fürstenhainer Straße 9                                       | Fürstenhainer Straße 9 (Lage)       | FUE       | um 1800                                                |                                                                  | Wohnhaus und Anbau eines Häusleranwesens | Häuslerei Fürstenhainer Straße 9                                      |
| Bauernhof Gerhart-Hauptmann-Straße 8                                   | Gerhart-Hauptmann-Straße 8 (Lage)   | ZIT       | 18. Jh.                                                |                                                                  | Wohnhaus und Scheune | Bauernhof Gerhart-Hauptmann-Straße 8                                  |
| Bauernhaus Hellerstraße 11                                             | Hellerstraße 11 (Lage)              | RAD       | 1866/67                                                | Moritz Ziller (Anbau)                                            | Wohnhaus | Bauernhaus Hellerstr. 11                                              |
| Zweiseithof Horkenweg 1                                                | Horkenweg 1 (Lage)                  | NAU       | 2. H. 18. Jh. bis 1. H. 19. Jh.                        |                                                                  | Wohnhaus und Scheune eines Zweiseithofs | Zweiseithof Horkenweg 1                                               |
| Bauernhaus Jagdweg 7                                                   | Jagdweg 7 (Lage)                    | NDL       | 2. H. 18. Jh.                                          |                                                                  | Wohnhaus | Bauernhaus Jagdweg 7                                                  |
| Bauernhaus Kaditzer Straße 2                                           | Kaditzer Straße 2 (Lage)            | RAD       | um 1800                                                |                                                                  | Wohnhaus in Ecklage | Bauernhaus Kaditzer Straße 2                                          |
| Häuslerei Kaditzer Straße 5                                            | Kaditzer Straße 5 (Lage)            | RAD       | um 1800                                                |                                                                  | Wohnhaus eines Häusleranwesens | Häuslerei Kaditzer Straße 5                                           |
| Dreiseithof Kaditzer Straße 9                                          | Kaditzer Straße 9 (Lage)            | RAD       | 1800 durch Ziller erworben, 1891, 1898                 | Gebrüder Ziller (Scheune, Haupthaus)                             | Gehöft, die „Wiege“ der Lößnitz-Baumeister Ziller. Bewohner: Johann Christian Ziller und Nachkommen                                                                                         | Haupthaus des Dreiseithofs an der Kaditzer Straße 9 aus dem Jahr 1898 |
| Bauernhaus Kaditzer Straße 11                                          | Kaditzer Straße 11 (Lage)           | RAD       | um 1800, 1892                                          |                                                                  | Wohnhaus | Bauernhaus Kaditzer Straße 11                                         |
| Wohnhaus Kötitzer Straße 8                                             | Kötitzer Straße 8 (Lage)            | KOE       | 2. H. 19. Jh.                                          |                                                                  | Seitengebäude, Torpfeiler und Teile der Einfriedung, ehemals Korbmacherei | Wohnhaus Kötitzer Straße 8                                            |
| Bauernhaus Kötitzer Straße 70                                          | Kötitzer Straße 70 (Lage)           | NAU       | Anfang 19. Jh.                                         |                                                                  | Wohnhaus | Bauernhaus Kötitzer Straße 70                                         |
| Alte Schmiede                                                          | Kötzschenbrodaer Straße 50 (Lage)   | SER       | 1814                                                   |                                                                  | Schmiedegebäude, „bemerkenswert das weithin sichtbare Krüppelwalmdach“ des stattlichen Bauernhauses                                                                                         | Alte Schmiede, links dahinter das Wohnhaus des Gehöfts Bahnsteg 1     |
| Zweiseithof Meißner Straße 436                                         | Meißner Straße 436 (Lage)           | ZIT       | Ende 18. Jh., 1862                                     |                                                                  | Gebäude eines kleinen Zweiseithofs | Zweiseithof Meißner Straße 436                                        |
| Bauernhaus Meißner Straße 443                                          | Meißner Straße 443 (Lage)           | ZIT       | um 1800, 1937                                          | Hermann Glöckner (Sgraffito)                                     | Wohnhaus eines Bauernhofs, mit Ladeneinbau, mit Sgraffito von Hermann Glöckner | Bauernhaus Meißner Straße 443                                         |
| Bauernhof Meißner Straße 445                                           | Meißner Straße 445 (Lage)           | ZIT       | 18./19. Jh.                                            |                                                                  | Wohnstallhaus und Auszugshaus eines Bauernhofs | Bauernhaus Meißner Straße 445                                         |
| Wohnstallhaus Meißner Straße 455                                       | Meißner Straße 455 (Lage)           | ZIT       | 1790, 1836                                             |                                                                  | Wohnstallhaus und Keller (1790) eines ehemaligen Bauernhofs | Wohnstallhaus Meißner Straße 455                                      |
| Wohnstallhaus Meißner Straße 461                                       | Meißner Straße 461 (Lage)           | ZIT       | Anfang 19. Jh.                                         |                                                                  | Wohnhaus eines ehemaligen Bauernhofs | Wohnstallhaus Meißner Straße 461                                      |
| Wohnstallhaus Neue Straße 1                                            | Neue Straße 1 (Lage)                | KOE       | 1744                                                   |                                                                  | Wohnstallhaus, im Keller datiert | Wohnstallhaus Neue Straße 1                                           |
| Torbogen Neue Straße 23                                                | Neue Straße 23 (Lage)               | KOE       | um 1850                                                |                                                                  | Torbogen eines Vierseithofs | Torbogen Neue Straße 23                                               |
| Häuslerei Rietzschkegrund 23                                           | Rietzschkegrund 23 (Lage)           | ZIT       | 1860/70                                                |                                                                  | Wohnhaus, Fassade mit Weinspalier verziert, wohl ehemals Häusleranwesen | Häuslerei Rietzschkegrund 23                                          |
| Schwedler-Hof, Winzerhof Rößler                                        | Rietzschkegrund 37 (Lage)           | ZIT       | 1860/70                                                |                                                                  | Wohnhaus, Fassade mit Weinspalier verziert, Scheune und vorgebaute Laube. Heute als Winzerhof mit Straußwirtschaft genutzt.                                                                 | Schwedler-Hof                                                         |
| Wohnhaus Ringstraße 16                                                 | Ringstraße 16 (Lage)                | KOO       | 1884/85                                                | F. A. Bernhard Große                                             | Kleines Wohnhaus einer Häuslerei mit Einfriedung | Wohnhaus Ringstraße 16                                                |
| Bauernhaus Robert-Werner-Platz 3                                       | Robert-Werner-Platz 3 (Lage)        | RAD       | Mitte 19. Jh.                                          |                                                                  | Wohnhaus | Bauernhaus Robert-Werner-Platz 3                                      |
| Bauernhaus Robert-Werner-Platz 5                                       | Robert-Werner-Platz 5 (Lage)        | RAD       | Anfang 19. Jh.                                         |                                                                  | Wohnhaus | Bauernhaus Robert-Werner-Platz 5                                      |
| Bauernhof Robert-Werner-Platz 11                                       | Robert-Werner-Platz 11 (Lage)       | RAD       | 1. Hälfte 19. Jh.                                      |                                                                  | Wohnhaus mit Nebengebäude. Radebeuler Bauherrenpreis 2006 | Bauernhof Robert-Werner-Platz 11                                      |
| Wohnhaus Serkowitzer Straße 15                                         | Serkowitzer Straße 15 (Lage)        | RAD       | Mitte 19. Jh.                                          |                                                                  | Wohnhaus | Wohnhaus Serkowitzer Straße 15                                        |
| Gehöft Serkowitzer Straße 19                                           | Serkowitzer Straße 19 (Lage)        | RAD       | Anfang 19. Jh.                                         |                                                                  | Wohnhaus und Scheune | Gehöft Serkowitzer Straße 19                                          |
| Bauernhof Serkowitzer Straße 45                                        | Serkowitzer Straße 45 (Lage)        | SER       | Mitte 18. Jh. oder 19. Jh.                             |                                                                  | Wohnhaus, Auszugshaus und Stall eines Bauernhofs | Bauernhof Serkowitzer Straße 45                                       |
| Dreiseithof Serkowitzer Straße 50                                      | Serkowitzer Straße 50 (Lage)        | SER       | 1796                                                   |                                                                  | Wohnhaus, Auszugshaus und Scheune eines Bauernhofs | Dreiseithof Serkowitzer Straße 50                                     |
| Bauernhaus Serkowitzer Straße 72                                       | Serkowitzer Straße 72 (Lage)        | SER       | Ende 18. Jh.                                           |                                                                  | Wohnhaus | Bauernhaus Serkowitzer Straße 72                                      |
| Dreiseithof Vorwerkstraße 3                                            | Vorwerkstraße 3 (Lage)              | KOE       | 1805                                                   |                                                                  | Wohnstallhaus, Auszugshaus, Scheune und Torpfeiler eines Dreiseithofs | Dreiseithof Vorwerkstraße 3                                           |
| Wohnstallhaus Vorwerkstraße 6                                          | Vorwerkstraße 6 (Lage)              | KOE       | Anfang 19. Jh.                                         |                                                                  | Wohnstallhaus | Wohnstallhaus Vorwerkstraße 6                                         |
| Wohnstallhaus Vorwerkstraße 7                                          | Vorwerkstraße 7 (Lage)              | KOE       | Anfang 19. Jh.                                         |                                                                  | Wohnstallhaus | Wohnstallhaus Vorwerkstraße 7                                         |
| Bauernhaus Winzerstraße 79                                             | Winzerstraße 79 (Lage)              | NDL       | um 1850, 1884, 1919                                    | F. A. Bernhard Große (Sanierung), Felix Sommer (Verandaanbau)    | Bauernhaus | Bauernhaus Winzerstraße 79                                            |